# Locomotiv GT-diszkográfia
Az alábbi lista a Locomotiv GT kislemezeit, albumait tartalmazza.

## Kislemezek

### Magyar nyelvű kislemezek
| A-oldal                                                                   | B-oldal                                                | Megjelent | Megjegyzések                                                   |
| ------------------------------------------------------------------------- | ------------------------------------------------------ | --------- | -------------------------------------------------------------- |
| Boldog vagyok                                                             | Ha volna szíved                                        | 1971      | Nem jelentek meg albumon.                                      |
| Érints meg                                                                | Kenyéren és vízen                                      | 1971      | Nem jelentek meg albumon.                                      |
| Szeress nagyon                                                            | Csak egy szóra                                         | 1972      | Nem jelentek meg albumon.                                      |
| Hej, gyere velem                                                          | Csavargók angyala                                      | 1973      | Nem jelentek meg albumon.                                      |
| Segíts elaludni                                                           | Mindig csak ott várok rád                              | 1973      | Nem jelentek meg albumon.                                      |
| Belépés nemcsak tornacipőben! – Mindenki másképp csinálja (sportváltozat) | Belépés nemcsak tornacipőben! – Mozdulnod kell         | 1978      | A V’moto-rockkal közös kislemez.                               |
| Annyi mindent nem szerettem (1) Miénk ez a cirkusz (2)                    | Pokolba már a szép szavakkal (1) Veled, csak veled (2) | 1979      | Dupla kislemez                                                 |
| Kinn is vagyok, benn is vagyok Segíts nekem!                              | Már nem vigyázol ránk Dalaktika (Letiltva)             | 1984      | Első magyar óriás kislemez (45-ös fordulatszámú maxi kislemez) |

### Külföldi kislemezek
| A-oldal                                      | B-oldal                                                 | Megjelent | Kiadás helye       | Megjegyzések |
| -------------------------------------------- | ------------------------------------------------------- | --------- | ------------------ | --- |
| Touch Me, Love Me, Rock Me                   | Silver Summer                                           | 1971      |                    | Létezése nem bizonyított, Tardos Péter említi a Rocklexikonban. Az Érints meg angol verziójának nagyzenekarral kísért felvétele a tokiói fesztiválon készült és később egy válogatásalbumra is felkerült, az Ezüst nyár angol változatáról nem tudni semmit. |
| Serenade                                     | Give Me Your Love                                       | 1972      | Hollandia          | A Szerenád – szerelmemnek, ha lenne és a Szeress nagyon angol verziója. |
| Hilf mir einzuschlafen                       | Ich wart’ auf dich irgendwo                             | 1973      | NDK                | A Segíts elaludni és a Mindig csak ott várok rád német nyelvű változata. |
| Eine Kuckucksarmbanduhr                      | Mondschein Im Haar                                      | 1973      | NDK                | A kislemez A-oldala a Kakukkos karóra német nyelvű változata, míg a kislemez B-oldala a "Die Skalden" néven megemlített lengyel Skaldowie együttes Ksiezyc We Wlosy című dalának a német nyelvű verziója. |
| Rock Yourself                                | Serenade (To My Love If I Had One)                      | 1974      | USA                | Az 1974-ben kiadott első angol nagylemez promóciós kislemeze. A rövidített Rock Yourself mono és sztereó változatban is hallható rajta. |
| She’s Just 14                                | Free Me                                                 | 1974      | USA                | Az 1974-es angol nagylemez másik promóciós kislemeze. A She’s Just 14 rövidebb verziója hallható rajta. |
| Ringasd el magad                             | The World Watchmaker                                    | 1973/1974 | Lengyelország      | A Ringasd el magad élő felvétel, talán az 1973-as sopoti dalfesztiválról. A másik szám lengyel szerzők munkája, magyarra fordítója nem ismert. |
| Higher and Higher                            | Lady of the Night                                       | 1975/1976 | Lengyelország      | Koncertfelvételek, valószínűleg a Locomotiv GT in Warsaw című lemezzel egyidőben, 1975-1976 körül jelent meg. A dalokat (Mindig magasabbra, Álomarcú lány) magyarul adják elő. |
| Rock Yourself                                | Serenada – Blues                                        | 1975/1976 | Lengyelország      | Az előzővel hasonló körülmények között jött létre. A második szám nem a Szerenád, hanem az Arra mennék én, amit egy sehol máshol sem kiadott blues követ. A Rock Yourself itt angolul hallható, benne a Mindenki néhány sorával. |
| Já ljubljú tyibjá (Fonográf) Nyet szlóv (M7) | Kudá ti igyos? (Bódy Magdi és M7) Kák ti zsivjos? (LGT) | 1978      | Szovjetunió        | Zsombolyai János A kenguru című filmjének zenéjét az LGT mellett többek között az Omega, a Gemini, a Skorpió, a Fonográf, a Bergendy, az M7, Koncz Zsuzsa, Bódy Magdi, Kovács Kati és Zalatnay Sarolta jegyezte. A Loksi az Álomarcú lány angol változatával (Lady of the Night) működött közre a lemez létrejöttében, de a kislemezen szereplő Kák ti zsivjos? dalcím tévedés. |
| I’ll Get You                                 | Star                                                    | 1979      |                    | A MIDEM-re készült promóciós kislemez, az Engedj el és az Egy elkésett dal angol nyelvű változatával. Csak a szöveget vették fel újra, a zenei alapokat a Zene – Mindenki másképp csinálja című nagylemezről másolták ki. |
| Tantas cosas que no queria                   | Una palabra olividada                                   | 1980      | Spanyolország      | A Todos címet viselő válogatásalbum promóciós kislemeze, az Annyi mindent nem szerettem és az Egy elfelejtett szó hallható rajta. |
| Vosztorg                                     | Mális, Velíkán, Artúr í Indéjec                         | 1980      | Szovjetunió        | A Krugozor egy szovjet ifjúsági magazin volt, amely havonta jelent meg kislemezmelléklettel. Az 1980/2. szám 11. számú kislemezoldalán a Rajongás, valamint A Kicsi, a Nagy, az Arthur és az Indián hallható. |
| Kabolo                                       | Pésznya nása                                            | 1981      | Szovjetunió        | A Krugozor 1981/11. számának 9. kislemezoldalán a Cabolo és A dal a miénk hallható. |
| I Want to Be There                           | Portoriko                                               | 1983      | Egyesült Királyság | A Too Long első promóciós kislemeze. Az I Want to Be There később Dalaktika címmel az Első magyar óriás kislemezen jelent volna meg, ha be nem tiltották volna. |
| Too Long                                     | Surrender to the Heat                                   | 1983      | Egyesült Királyság | A Too Long második promóciós kislemeze. A dalok Locomotiv GT X. albumon megjelent magyar változatai a Holnap és a Rágógumi megszokás címet viselik. |
| Too Long                                     | Surrender to the Heat                                   | 1983      | Egyesült Királyság | A Too Long promóciós maxija, amelyen a Too Long elvileg hosszabb verziója hallható. |

## Stúdióalbumok

### Magyar nyelvű stúdióalbumok
| Cím                              | Megjelent | Megjegyzések |
| -------------------------------- | --------- | --- |
| Locomotiv GT                     | 1971      | A Locomotiv GT első nagylemeze. |
| Ringasd el magad                 | 1972      | A Locomotiv GT utolsó nagylemeze Frenreisz Károllyal. A felvételek egy része Londonban készült.                                        |
| Bummm!                           | 1973      | A Locomotiv GT első nagylemeze Somló Tamással. Barta Tamás disszidálása után az albumot betiltották, ám így is rendkívül sikeres lett. |
| Mindig magasabbra                | 1975      | A Locomotiv GT első nagylemeze Karácsony Jánossal.                                                                                     |
| Locomotiv GT V.                  | 1976      | A Locomotiv GT első dupla albuma – egyben utolsó nagylemeze Laux Józseffel, akinek disszidálása után az albumot betiltották.           |
| Zene – Mindenki másképp csinálja | 1977      | A Locomotiv GT első nagylemeze Solti Jánossal.                                                                                         |
| Mindenki                         | 1978      | |
| Loksi                            | 1980      | A Locomotiv GT második dupla albuma.                                                                                                   |
| Locomotiv GT X.                  | 1982      | A Locomotiv GT kilencedik nagylemeze számolási hiba folytán lett a „tizedik”.                                                          |
| Ellenfél nélkül                  | 1984      | A Locomotiv GT 1992-es feloszlása előtti utolsó nagylemez.                                                                             |
| 424 – Mozdonyopera               | 1997      | A Locomotiv GT „visszatérő” nagylemeze.                                                                                                |
| A fiúk a kocsmába mentek         | 2002      | A Locomotiv GT utolsó nagylemeze. |

### Angol nyelvű stúdióalbumok
| Cím                  | Megjelent | Megjegyzések |
| -------------------- | --------- | --- |
| Locomotiv GT         | 1974      | 1973-ban készült az első három nagylemez anyagából Londonban, 1974-ben adták ki az Egyesült Királyságban és az USA-ban. |
| All Aboard           | 1975      | Az előbbi folytatása. A felvételek 1974-ben készültek Los Angeles-ben, de kiadatlan maradt, az album megjelenését Magyarországról letiltották. |
| Motor City Rock      | 1976      | 1975-ben készült Prágában, eredetileg cím nélkül adták ki 1976-ban. 1978-ban – immár címmel – újra kiadták, és a Supraphon a keleti blokk országaiba exportálta. |
| Locomotiv GT         | 1980      | 1980-ban készült cím nélkül Magyarországon. Licenckiadásként az NSZK-ba és Svédországba exportálták. |
| Too Long             | 1983      | A Locomotiv GT X. angol nyelvű verziója 1982-1983-ban készült Budapesten és Londonban. 1983-ban Londonban jelent meg, itthon licenckiadása volt kapható. |
| Boxing               | 1985      | Az 1985-ös lemez az Első magyar óriás kislemez és az Ellenfél nélkül anyagából készült, de kiadását betiltották. |
| Locomotiv GT ’74 USA | 1988      | 1987-ben megtalálták az All Aboard eredeti felvételeit, ezek felhasználásával készült a lemez. A '74-es USA turné során Jimmy Miller, a Rolling Stones impresszáriója karolta fel új, angol nyelvű lemeztervüket. A munkálatok azonban végül félbeszakadtak – a Magyar Népköztársaság annak idején letiltotta a lemez kiadását. |

## Válogatásalbumok
| Cím                                          | Megjelent | Megjegyzések |
| -------------------------------------------- | --------- | --- |
| Aranyalbum 1971–76                           | 1978      | Megjelenése idején az együttes 1977 előtti albumai nem voltak kaphatók. |
| Todos                                        | 1980      | Spanyolországban megjelent magyar nyelvű válogatás. |
| A Locomotiv GT összes nagylemeze             | 1991      | 1991-ben jelent meg a 12 nagylemez díszdobozban. A CD-változat 1992-ben jelent meg két, 5-5 CD-t tartalmazó dobozban. A Locomotiv GT V. azon áron fért rá egy CD-re, hogy lehagyták róla az Ikarus 254 című dalt. |
| In memoriam Barta Tamás 1948–1982 emléklemez | 1992      | A nagylemez Barta Tamás halálának tizedik évfordulójára jelent meg. |
| A Locomotiv GT összes kislemeze              | 1992      | Dupla nagylemezen és szimpla CD-n jelent meg. A CD-változatra nem fért rá a Kenyéren és vízen című dal, valamint a Mindenki másképp csinálja kislemezen megjelent, úgynevezett "sportváltozata".                  |
| Best of Locomotiv GT 1971–1992               | 1992      | Csak kazettán jelent meg. Címével ellentétben csak az 1971–1977 közötti időszakból válogat. |
| Romantic Ballads                             | 1998      | Moszkvai kiadású kalózlemez. Az első két nagylemez, valamint a Motor City Rock és a Locomotiv GT in Warsaw anyagából válogatták össze.                                                                            |
| Golden Ballads                               | 1999      | Moszkvai kalózlemez, a Romantic Ballads 1999-es kiadása. |

## Koncertalbumok
| Cím                    | Megjelent | Megjegyzések |
| ---------------------- | --------- | --- |
| Locomotiv GT in Warsaw | 1975      | A nagylemez Lengyelországban jelent meg, és más szocialista országokban is kapható volt. Körülbelül 750 000 példány kelt el belőle. |
| Kisstadion ’80         | 1980      | A felvételek az Omega–LGT–Beatrice turné zárókoncertjein készültek.                                                                 |
| Azalbummm              | 1983      | Dupla nagylemez. |
| Búcsúkoncert           | 1992      | Dupla nagylemez, dupla kazetta és szimpla CD formájában jelent meg. A CD-változatról lemaradt a Kotta nélkül.                       |

## Licencalbumok
| Cím               | Megjelent | Kiadás helye     | Megjegyzések |
| ----------------- | --------- | ---------------- | --- |
| Locomotiv GT      | 1973      | Csehszlovákia    | A Ringasd el magad csehszlovák licenckiadása. 1973-ban jelent meg a Supraphon, a CS Hifi Klub és az MHV Pepita közös gondozásában. |
| Locomotiv GT      | 1973      | Argentína        | Az első nagylemez licenckiadása. 1973-ban jelent meg Argentínában, kis példányszámban.                                             |
| Mindig magasabbra | 1976      | NSZK             | A Mindig magasabbra licenckiadása, 1976-ban jelent meg az NSZK-ban.                                                                |
| Mindenki          | 1979      | Csehszlovákia    | A Mindenki csehszlovák licenckiadása, 1979-ben jelent meg.                                                                         |
| Locomotiv GT      | 1980      | NSZK, Svédország | Az 1980-ban megjelent angol nyelvű Locomotiv GT kis példányszámú licenckiadása.                                                    |
| Too Long          | 1983      | Magyarország     | A Too Long magyarországi licenckiadása. A magyar kiadás borítójához az angliai Too Long maxi borítóját használták fel.             |

## Szólóénekesekkel közös nagylemezek
| Év   | Előadó           | Album                           |
| ---- | ---------------- | ------------------------------- |
| 1972 | Zalatnay Sarolta | Álmodj velem                    |
| 1974 | Kovács Kati      | Kovács Kati és a Locomotiv GT   |
| 1976 | Kovács Kati      | Közel a Naphoz                  |
| 1976 | Kovács Kati      | Rock and roller                 |
| 1976 | Kovács Kati      | Kati (album)                    |
| 1977 | Zorán            | Zorán                           |
| 1978 | Zalatnay Sarolta | Minden szó egy dal              |
| 1978 | Zorán            | Zorán II                        |
| 1979 | Zorán            | Zorán III                       |
| 1981 | Katona Klári     | Titkaim                         |
| 1981 | Komár László     | Pepita                          |
| 1982 | Zorán            | Tizenegy dal                    |
| 1990 | Katona Klári     | Katona Klári                    |
| 1985 | Révész Sándor    | Révész Sándor                   |
| 1986 | Katona Klári     | Éjszakai üzenet                 |
| 1987 | Zorán            | Szép holnap                     |
| 1994 | Hevesi Tamás     | Ezt egy életen át kell játszani |
| 2018 | Oláh Ibolya      | Voltam Ibojka                   |

## Külső hivatkozások
- LGT-diszkográfia
- https://www.discogs.com/artist/348601-Locomotiv-GT